# Evangelische Bank
Die Evangelische Bank eG ist eine deutsche Genossenschaftsbank mit Sitz in der hessischen kreisfreien Stadt Kassel.

## Geschichte
Die heutige Evangelische Bank entstand 2014 durch die Fusion der beiden kirchlichen Genossenschaftsbanken Evangelische Kreditgenossenschaft mit Sitz in Kassel und Evangelische Darlehnsgenossenschaft mit Sitz in Kiel. Dabei trat formal die Evangelische Darlehnsgenossenschaft mit der Übertragung des Bankgeschäfts der Evangelischen Kreditgenossenschaft bei, die seither als Evangelische Bank eG firmiert.

### Evangelische Kreditgenossenschaft
In Kassel unterzeichneten Vertreter der Evangelischen Kirche von Kurhessen-Waldeck am 4. Dezember 1969 die Gründungsurkunde zur Gründung der EKK. Nach Eintragung in das Genossenschaftsregister und offizieller Erlaubnis zum Betreiben von Bankgeschäften nahm die Evangelische Kreditgenossenschaft Kurhessen eGmbH im Januar 1970 in Kassel ihren Betrieb auf. Schnell wuchs die Bank durch institutionelle Kunden aus Kirche und Diakonie. Bereits Ende 1970 konnte die Bank statt der erwarteten Bilanzsumme von 20 Mio. DM rund 57 Mio. DM verbuchen.
Im Oktober 1970 eröffnete die EKK eine Repräsentanz in Frankfurt am Main. Die gute Entwicklung verschaffte der EKK auch über das Einzugsgebiet der Kurhessisch-Waldeckschen Landeskirche hinaus Beachtung und weitere Mitglieder. Der räumlichen Expansion wurde mit der Umbenennung in Evangelische Kreditgenossenschaft eG Rechnung getragen und weitere Filialen wurden gegründet. Nach der deutschen Wiedervereinigung im Jahr 1990 gründete die EKK eine Filiale in Eisenach. 1991 wurde der erste eigene Investmentfonds aufgelegt (Öko-Aktienfonds). 1998 eröffnete in Wien eine EKK Repräsentanz.
Im Jahr 2005 schlossen sich die Evangelische Kreditgenossenschaft eG und die Acredobank eG mit dem Sitz in Nürnberg, bis zum Jahr 1999 als Spar- und Kreditbank in der evang. Kirche in Bayern eG. firmierend, zu einem gemeinsamen Kreditinstitut zusammen. Die Geschäftsstellen der Acredobank eG in Nürnberg, München, Schwerin, Neuendettelsau und Rummelsberg wurden in das EKK-Filialnetz integriert. Im Jahr 2011 eröffnete die EKK ein Beratungsbüro in Erfurt sowie im Jahr 2012 eine Filiale in Berlin.

### Evangelische Darlehnsgenossenschaft
Bereits 1952 wurden erste Überlegungen angestellt, eine Bank für Kirche und Diakonie für Schleswig-Holstein und Hamburg zu gründen. Hintergrund dieser Überlegungen war der deutliche Darlehensbedarf, der für die Behebung dringender baulicher Notstände, die infolge von Zerstörung im Zweiten Weltkrieg sowie durch Zuzug entstanden waren. Nach einem jahrelangen innerkirchlichen Diskussionsprozess gründeten die damalige Evangelisch-Lutherische Landeskirche Schleswig-Holstein, die damalige Evangelisch-Lutherische Kirche in Lübeck, die Propsteien Rendsburg, Segeberg, Stormarn und Südtondern, die Kirchengemeindeverbände Ottensen und Neumünster, die Kirchengemeinden Borby, Heide, Niebüll-Deezbüll, Segeberg und Wohltorf-Ohlstedt sowie der Landesverband der Inneren Mission in Schleswig-Holstein und die Evangelische Diakonissenanstalt Bethanien in Kropp die Evangelische Darlehnsgenossenschaft für Schleswig-Holstein und Hamburg eGmbH (die spätere Evangelische Darlehnsgenossenschaft eG Kiel) am 9. Februar 1968 im Sitzungssaal des Landeskirchenamtes in Kiel.
Der Geschäftsbetrieb wurde am 1. Juli 1968 im Raiffeisenhaus in Kiel aufgenommen. Bereits im Laufe des Jahres 1968 wurde weitere Mitglieder aufgenommen, u. a. die Evangelische Kirche in Deutschland (EKD), das Diakonische Werk Stuttgart, die Landesarbeitsgemeinschaft der Freien Wohlfahrtsverbände Schleswig-Holstein sowie die Evangelisch-Freikirchliche Gemeinde Kiel. Damit erhielt die EDG die Zielgruppe, die sie bis zuletzt ansprach. 
Das Privatkundengeschäft wurde 1976 in das Leistungsspektrum der Kirchenbank aufgenommen. Der Beirat der EDG, dessen Aufgabe ist es, dem Vorstand Anregungen und Empfehlungen zur Geschäftspolitik zu geben, wurde 1978 gegründet. 1980 erfolgte der Umzug in neue Geschäftsräume im Anwesen Sophienblatt 78. 1990 wurde die bereits seit Jahren bestehende Beziehung zum damaligen Bereich West der Evangelischen Kirche Berlin-Brandenburg, der West-Berlin umfasste, durch Eröffnung einer eigenen Filiale vertieft. Die ersten Geschäftsräume waren im Konsistorium in der Bachstraße 1–2 angesiedelt, zuletzt hatte die Filiale ihren Sitz im Evangelischen Zentrum in Friedrichshain.

## Sicherungseinrichtung
Die Evangelische Bank ist der amtlich anerkannten Sicherungseinrichtung des Bundesverbandes der Deutschen Volksbanken und Raiffeisenbanken und der zusätzlichen freiwilligen Sicherungseinrichtung des Bundesverbandes der Deutschen Volksbanken und Raiffeisenbanken angeschlossen.

## Geschäftsausrichtung
Die Evangelische Bank ist die Hausbank kirchlicher institutioneller Kunden, zum anderen betreibt sie Privatkundengeschäft als Universalbankgeschäft. Im Verbundgeschäft arbeitet sie mit der DZ Bank, R+V Versicherung, Bausparkasse Schwäbisch Hall, DZ Hyp und der Union Investment zusammen.
Als Universalbank berät die Evangelische Bank ihre Kunden in allen Finanzfragen. Der Schwerpunkt der Tätigkeit liegt dabei auf den Kunden aus Kirche, Gesundheits- und Sozialwirtschaft sowie auf privaten Kunden mit christlicher Orientierung. Das Angebot reicht vom täglichen Zahlungsverkehr und der traditionellen Geldanlage über die Finanzierung privater oder geschäftlicher Investitionen, Beratung in Versicherungsfragen, Produkte für Altersvorsorge und Vermögensaufbau bis hin zu privaten und gewerblichen Finanzlösungen in den Geschäftsfeldern Kirche, Diakonie, Gesundheits- und Sozialwirtschaft, Alten- und Behindertenhilfe, der Freien Wohlfahrtspflege, der Kinder- und Jugendhilfe, der Bildung und Hochschulen sowie Krankenhäuser & Rehakliniken, nicht zuletzt bei Pflege- und Sozialimmobilien.
Sie ist eine Spezialbank für Kunden aus der Kirche, Gesundheits- und Sozialwirtschaft sowie Privatkunden. Als spezialisierter Finanzdienstleister bietet die Evangelische Bank Finanzlösungen für den kirchlich-diakonischen und sozialen Bereich. Mit einer Bilanzsumme von 8,6 Milliarden Euro im Jahr 2022 ist sie eine der führenden Kirchenbanken und zählt zu den größten Genossenschaftsinstituten in Deutschland. In ihrem Kerngeschäft finanziert sie soziale Projekte aus den Bereichen Gesundheit, Altenpflege, Jugend- und Behindertenhilfe, Bildung, bezahlbarer Wohnraum sowie privater Wohnbau und investiert in Vorhaben, Unternehmen und Institutionen, die zur Bewahrung der Schöpfung einen Beitrag leisten.

## Selbstverständnis
Die Evangelische Bank versteht sich als nachhaltiges Unternehmen. Das wird im Geschäftsbericht 2019 so charakterisiert: „Smart, grün und sozial. Offen, stark und relevant. Flexibel, agil und dynamisch.“ Die Evangelische Bank stellt sich in der Außendarstellung als ein modernes, wandlungsfähiges Finanzunternehmen im Aufbruch dar, das für die Herausforderungen eines immer stärker nachhaltig wie digital ausgerichteten Bankings bestens vorbereitet ist. Als nachhaltige Bank richtet die Evangelische Bank ihr unternehmerisches Handeln nach den 17 Zielen für nachhaltige Entwicklung (Sustainable Development Goals – SDGs) und nach den anspruchsvollen EMASplus-Kriterien aus. Für noch übersichtlichere und ausführlichere Informationen über ihre Nachhaltigkeitsaktivitäten und Projekte sowie alle wichtigen Kennzahlen aus dem Berichtsjahr 2020 hat die Bank 2021 erstmals einen digitalen Nachhaltigkeitsbericht veröffentlicht. Dazu zählen auch umfassende Informationen zur EU-Taxonomie.

## Geschäftsgebiet
Ihr Geschäftsgebiet umfasst das ganze Bundesgebiet.
An diesen Orten betreibt die Bank Filialen:
- Kassel (Hauptstelle, jur. Sitz)
- Berlin (Geschäftsstelle)
- Eisenach (Geschäftsstelle)
- Frankfurt am Main (Geschäftsstelle)
- Hamburg (Geschäftsstelle)
- Hannover (Geschäftsstelle)
- Kiel (Geschäftsstelle)
- Köln (Geschäftsstelle)
- München (Geschäftsstelle)
- Nürnberg (Geschäftsstelle)
- Stuttgart (Geschäftsstelle)